# Huracán Neddy
Huracán Neddy, llamado Hurricane Neddy en la versión original, es el octavo episodio perteneciente a la octava temporada de la serie animada Los Simpson, estrenado en Estados Unidos el 29 de diciembre de 1996. El huracán Bárbara violentamente ataca a Springfield, pero solamente es destruido el hogar de Ned Flanders, causando que pierda su fe en Dios y en el resto de la población. Fue escrito por Steve Young, dirigido por Bob Anderson y las estrellas invitadas incluyen a Jon Lovitz como Jay Sherman de El Crítico.

## Sinopsis
Todo comienza cuando, en una tarde de calma, el viento empieza a soplar muy fuertemente, lo que le lleva a pensar a Lisa que se avecinaba un huracán. Las noticias de la noche confirman esa teoría, y nombran al huracán "Bárbara", haciendo que todos los habitantes de Springfield entrasen en pánico. Los Simpson se refugian en el sótano, luego de tapar todas las puertas y ventanas, y esperan allí a que el huracán pase. Cuando este termina, salen y agradecen al ver que su casa no había sufrido el menor daño. Sin embargo, al mirar hacia la casa de Flanders, ven que ésta había quedado totalmente destruida, habiendo desaparecido todas sus pertenencias, excepto las lápidas familiares.
Ned agradece de que, al menos, su familia estaba bien de salud, pero comienza a volverse cada vez más triste al darse cuenta de que tendría que mudarse al Centro de Rescate de la iglesia, ya que no tenía seguro de viviendas (opinaba que era una manera de juego). En el comedor de la iglesia de Springfield, para peor, se enteran de que su negocio, el Leftorium, había sido destruido por el huracán y saqueado por maleantes. Enojado, Ned comienza a creer que Dios lo estaba castigando y, buscando respuestas, va a la iglesia a leer la Biblia, pero solo logra cortarse el dedo con los marcos dorados. Interpretando esto como un castigo más, se sienta y se lamenta por lo que le había ocurrido, a pesar de ser creyente y de hacer todo lo que la Biblia dice.
Al día siguiente, Marge va a la iglesia y lleva a la familia Flanders de vuelta a su casa, totalmente reconstruida por los ciudadanos de Springfield. Feliz, Flanders inspecciona su casa, pero se desanima al ver que la construcción era muy precaria. La casa, pronto, se viene abajo, y Flanders comienza a sentirse cada vez más enfurecido hasta que en un ataque de ira, comienza a insultar a cada habitante de Springfield y dirige su agravio más fuerte a Homer. En contraste, luego, maneja hacia el Hospital Mental "Bosque Calmo" para recibir terapia.
En el asilo, Flanders es visitado por su psiquiatra de la infancia, el Dr. Foster (Dr. Picado en Hispanoamérica), quien le recuerda que 30 años atrás, cuando Ned era un niño, había sido un niño malcriado, aunque él pensara que siempre fue bueno, ya que sus padres no creían en la disciplina y eran unos beatniks. Como resultado, el pequeño Ned había sido enviado a un lugar en donde había recibido azotes durante ocho meses. El tratamiento para curarlo de su indisciplina había funcionado, pero Flanders se había convertido en un ser incapaz de expresar ninguna clase de ira; es después de recibir dicho tratamiento que Ned desarrolla su hábito de hablar sin sentido, como una forma de evitar expresar su ira. Por eso, su furia se había estado reprimiendo por muchísimos años, hasta que había estallado cuando sus vecinos le habían reconstruido mal su casa.
El Dr. Foster llama a Homer para que ayudase a Flanders a expresar sus emociones, ya que él era la persona con la que Flanders más se había tragado sus sentimientos de ira. Luego de muchas provocaciones, Homer logra que Flanders admita que odia a la oficina de correos, y a sus padres. Al escuchar esto, el Dr. Foster declara a Ned como curado y le da el alta de inmediato, haciéndolo volver a Springfield con su familia.

## Producción
Steve Young, un escritor de Late Show with David Letterman, fue convocado para escribir este episodio. Los escritores querían explorar qué hacía enojar a Flanders y examinar qué lo hace actuar de la manera en la que actúa. La idea original fue de George Meyer, quien también quería hacer un episodio en el cual se viera probada la fe de Flanders. Parte de la historia fue escrita por su amigo Jack Handey, uno de los escritores de Saturday Night Live quien propuso que los vecinos reconstruyesen la casa de Flanders, pero haciendo un mal trabajo y provocando que se vuelva a derrumbar.
Una caricatura de John Swartzwelder puede ser vista tras la puerta de una de las habitaciones del Sanatorio Mental "Bosque Calmo". Más tarde en el episodio, durante la escena en la cual la gente del pueblo le da la bienvenida de vuelta a Ned, alguien es visto sosteniendo un cartel que dice "Liberen a John Swartzwelder." Durante la secuencia en la que Flanders grita e insulta a los ciudadanos, se ve a un hombre con una cola de caballo, una caricatura del director Bob Anderson.